# Polska Misja Medyczna
Treść tego artykułu może nie być zgodna z zasadami neutralnego punktu widzenia.
Dokładniejsze informacje o tym, co należy poprawić, być może znajdują się w dyskusji tego artykułu.
 Po wyeliminowaniu niedoskonałości należy usunąć szablon [[Szablon:Dopracować|]] z tego artykułu.
Polska Misja Medyczna (PMM) – polska pozarządowa humanitarna organizacja non-profit.

## Powstanie PMM
Stowarzyszenie działa od kwietnia 1999. Zostało założone przez grupę polskich lekarzy i pielęgniarek. Bezpośrednim impulsem prowadzącym do powstania była katastrofa humanitarna spowodowana wybuchem wojny w Kosowie i masowe ucieczki Albańczyków z terenów objętych konfliktem.

## Działalność
Akcje stowarzyszenia obejmują ludzi zepchniętych na margines uwagi społecznej w Polsce i na świecie.

### Na terenie Polski
Działania na obszarze Polski obejmują grupy niemające dostępu do opieki medycznej, takie jak społeczność Romów, środowiska imigrantów oraz bezdomnych. Na terenie Polski przeprowadzane są także kampanie profilaktyczne.

### Międzynarodowa
Aktywność zagraniczna opiera się na realizacji kilkuletnich programów pomocowych, ukierunkowanych na zaspokojenie konkretnych potrzeb kraju docelowego. Akcje przeprowadzane są przy udziale firm-partnerów.

## Cele
Polska Misja Medyczna wyznaczyła sobie następujące cele:
1. Doraźna pomoc medyczna ofiarom wojen, kataklizmów i klęsk żywiołowych.
2. Pomoc humanitarna
3. Pomoc medyczna Polakom mieszkającym na Wschodzie.
4. Kształcenie kadry medycznej i ludności cywilnej w zakresie podstawowej opieki zdrowotnej oraz podstawowych i zaawansowanych zabiegów ratujących życie.

## Członkowie PMM
Działania Misji opierają się głównie na pracy wolontariuszy. W skład zespołu wchodzą lekarze, pielęgniarze, ratownicy, rehabilitanci, a także psychologowie i analitycy medyczni.